# 오리건주의 통계 지구

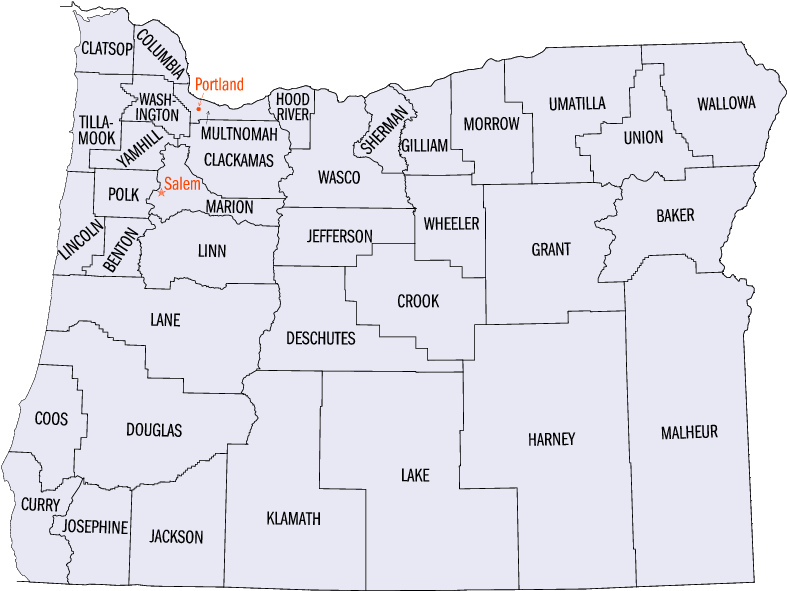
오리건 주의 군들

오리건의 주기

오리건의 통계 지구(Oregon Statistical Area)는 오리건 주에 있는 통계 지구이다.

## 범례
| 범례      | 의미                                   |
| --------- | -------------------------------------- |
|           | 아이다호에 속하는 지역                 |
|           | 워싱턴에 속하는 지역                   |
|           | 2개의 주 이상에 걸친 지역(오리건 해당) |
| 초록 글씨 | 다른 주에 속하는 지역의 인구 수        |
| 파란 글씨 | 오리건과 다른 주에 걸친 지역의 인구 수 |

## 배치도
| 복합 통계 지구                    | 인구                | 핵심 기반 통계 지구           | 인구                | 군         | 인구      |
| --------------------------------- | ------------------- | ----------------------------- | ------------------- | ---------- | --------- |
| 포틀랜드-밴쿠버-세일럼 지구       | 3,259,710 2,648,793 | 포틀랜드-밴쿠버-힐즈버러 지구 | 2,492,412 1,992,088 | 멀트노머   | 812,855   |
| 포틀랜드-밴쿠버-세일럼 지구       | 3,259,710 2,648,793 | 포틀랜드-밴쿠버-힐즈버러 지구 | 2,492,412 1,992,088 | 워싱턴     | 601,592   |
| 포틀랜드-밴쿠버-세일럼 지구       | 3,259,710 2,648,793 | 포틀랜드-밴쿠버-힐즈버러 지구 | 2,492,412 1,992,088 | 클라크     | 488,241   |
| 포틀랜드-밴쿠버-세일럼 지구       | 3,259,710 2,648,793 | 포틀랜드-밴쿠버-힐즈버러 지구 | 2,492,412 1,992,088 | 클랙커미스 | 418,187   |
| 포틀랜드-밴쿠버-세일럼 지구       | 3,259,710 2,648,793 | 포틀랜드-밴쿠버-힐즈버러 지구 | 2,492,412 1,992,088 | 얌힐       | 107,100   |
| 포틀랜드-밴쿠버-세일럼 지구       | 3,259,710 2,648,793 | 포틀랜드-밴쿠버-힐즈버러 지구 | 2,492,412 1,992,088 | 컬럼비아   | 52,354    |
| 포틀랜드-밴쿠버-세일럼 지구       | 3,259,710 2,648,793 | 포틀랜드-밴쿠버-힐즈버러 지구 | 2,492,412 1,992,088 | 스카마니아 | 12,083    |
| 포틀랜드-밴쿠버-세일럼 지구       | 3,259,710 2,648,793 | 세일럼 지구                   | 433,903             | 매리언     | 347,818   |
| 포틀랜드-밴쿠버-세일럼 지구       | 3,259,710 2,648,793 | 세일럼 지구                   | 433,903             | 포크       | 86,085    |
| 포틀랜드-밴쿠버-세일럼 지구       | 3,259,710 2,648,793 | 올버니-레버넌 지구            | 129,749             | 린         | 129,749   |
| 포틀랜드-밴쿠버-세일럼 지구       | 3,259,710 2,648,793 | 롱뷰 지구                     | 110,593             | 카울리츠   | 110,593   |
| 포틀랜드-밴쿠버-세일럼 지구       | 3,259,710 2,648,793 | 코밸리스 지구                 | 93,053              | 벤턴       | 93,053    |
| 메드퍼드-그랜츠패스 지구          | 308,431             | 메드퍼드 지구                 | 220,994             | 잭슨       | 220,994   |
| 메드퍼드-그랜츠패스 지구          | 308,431             | 그랜츠패스 지구               | 87,487              | 조세핀     | 87,487    |
| 벤드-프린빌 지구                  | 222,096             | 벤드 지구                     | 197,692             | 더슈츠     | 197,692   |
| 벤드-프린빌 지구                  | 222,096             | 프린빌 지구                   | 24,404              | 크룩       | 24,404    |
| 보이시시티-마운틴홈-온타리오 지구 | 831,235 30,571      | 보이시시티 지구               | 749,202             | 아다       | 481,587   |
| 보이시시티-마운틴홈-온타리오 지구 | 831,235 30,571      | 보이시시티 지구               | 749,202             | 캐니언     | 229,849   |
| 보이시시티-마운틴홈-온타리오 지구 | 831,235 30,571      | 보이시시티 지구               | 749,202             | 젬         | 18,112    |
| 보이시시티-마운틴홈-온타리오 지구 | 831,235 30,571      | 보이시시티 지구               | 749,202             | 오위히     | 11,823    |
| 보이시시티-마운틴홈-온타리오 지구 | 831,235 30,571      | 보이시시티 지구               | 749,202             | 보이시     | 7,831     |
| 보이시시티-마운틴홈-온타리오 지구 | 831,235 30,571      | 온타리오 지구                 | 54,522 30,571       | 맬히어     | 30,571    |
| 보이시시티-마운틴홈-온타리오 지구 | 831,235 30,571      | 온타리오 지구                 | 54,522 30,571       | 페이엣     | 23,951    |
| 보이시시티-마운틴홈-온타리오 지구 | 831,235 30,571      | 마운틴홈 지구                 | 27,511              | 엘모어     | 27,511    |
| 없음                              | 없음                | 유진-스프링필드 지구          | 382,067             | 레인       | 382,067   |
| 없음                              | 없음                | 로즈버그 지구                 | 110,980             | 더글러스   | 110,980   |
| 없음                              | 없음                | 허미스턴-펜들턴 지구          | 89,553              | 우마틸라   | 77,950    |
| 없음                              | 없음                | 허미스턴-펜들턴 지구          | 89,553              | 모로       | 11,603    |
| 없음                              | 없음                | 클래머스펄스 지구             | 68,238              | 클래머스   | 68,238    |
| 없음                              | 없음                | 코어스베이 지구               | 64,487              | 코어스     | 64,487    |
| 없음                              | 없음                | 뉴포트 지구                   | 49,962              | 링컨       | 49,962    |
| 없음                              | 없음                | 아스토리아 지구               | 40,224              | 클랫섭     | 40,224    |
| 없음                              | 없음                | 라그란데 지구                 | 26,835              | 유니언     | 26,835    |
| 없음                              | 없음                | 더달레스 지구                 | 26,682              | 와스코     | 26,682    |
| 없음                              | 없음                | 후드리버 지구                 | 23,382              | 후드리버   | 23,382    |
| 없음                              | 없음                | 브루킹스 지구                 | 22,925              | 커리       | 22,925    |
| 없음                              | 없음                | 없음                          | 없음                | 틸라무크   | 27,036    |
| 없음                              | 없음                | 없음                          | 없음                | 제퍼슨     | 24,658    |
| 없음                              | 없음                | 없음                          | 없음                | 베이커     | 16,124    |
| 없음                              | 없음                | 없음                          | 없음                | 레이크     | 7,869     |
| 없음                              | 없음                | 없음                          | 없음                | 하니       | 7,393     |
| 없음                              | 없음                | 없음                          | 없음                | 왈로와     | 7,208     |
| 없음                              | 없음                | 없음                          | 없음                | 그랜트     | 7,199     |
| 없음                              | 없음                | 없음                          | 없음                | 길리엄     | 1,912     |
| 없음                              | 없음                | 없음                          | 없음                | 셔먼       | 1,780     |
| 없음                              | 없음                | 없음                          | 없음                | 휠러       | 1,332     |
| 오리건                            | 오리건              | 오리건                        | 오리건              | 오리건     | 4,217,737 |

## 참고
- 인구 수는 2019년 기준이며 단위는 '명'이다.
- 매리언군은 오리건주 행정 기관들이 있는 세일럼이 있기 때문에 굵은 글씨로 표기했다.

## 같이 보기
- 대도시 통계 지구